# Simon Reynolds

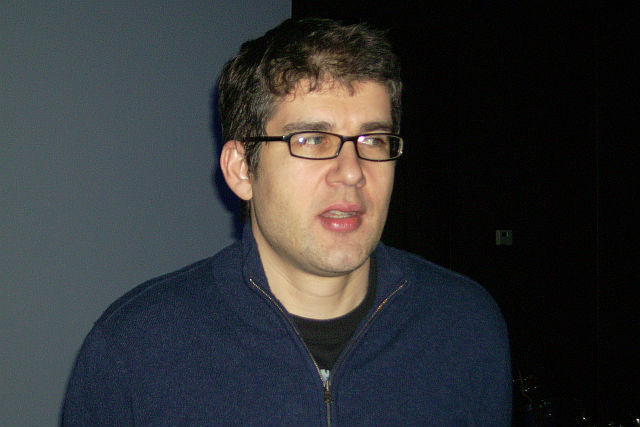
Simon Reynolds, Januar 2008

Simon Reynolds (* 19. Juni 1963 in London, Großbritannien) ist ein britischer Kulturjournalist und Sachbuchautor mit Wahlheimat in New York City. Er ist vor allem bekannt für sein von Rezensenten viel gelobtes 600 Seiten starkes Werk über die Post-Punk-Ära Rip It Up And Start Again.

## Leben
Reynolds war von 1986 bis 1990 Redakteur der englischen Musikzeitschrift Melody Maker. Seit 1994 lebt Reynolds als Feuilleton- und Musikjournalist in seiner Wahlheimat Manhattan. Er schreibt u. a. für die New York Times, Village Voice, Spin, The Guardian, Rolling Stone oder The Wire. Seit Ende 2002 betreibt Reynolds sein Blissblog. Im Januar 2008 ging Reynolds auf Lesereise durch Deutschland.
Die endlose Aneinanderreihung von Revivals und Retro-Moden, diesen ästhetischen Stillstand hält Reynolds für ein Anzeichen von Dekadenz. Er machte 2012 ein Buch daraus: Retromania: Warum Pop nicht von seiner Vergangenheit lassen kann.

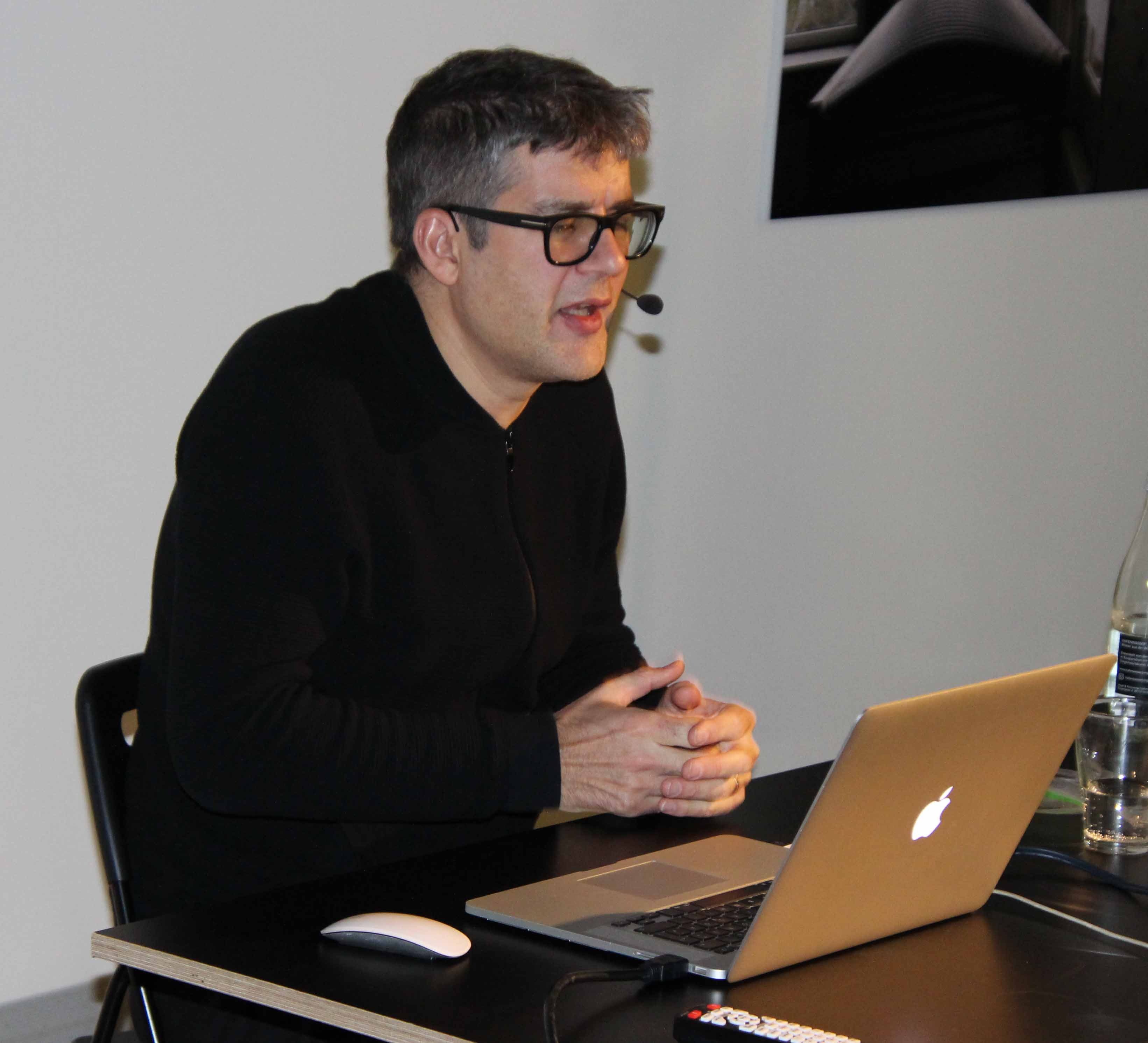
Publizist Simon Reynolds während eines Vortrags in Mannheim (2019)

## Werke (Auswahl)
- Sex Revolts: Gender, Rock und Rebellion (zusammen mit Joy Press). Aus dem Englischen von Jan-Niklas Jäger. Ventil-Verlag, Mainz 2020, ISBN  978-3-9557-5110-4
  - Originalausgabe: The Sex Revolts: Gender, Rebellion, and Rock 'N' Roll, 1995

- Retromania: Warum Pop nicht von seiner Vergangenheit lassen kann. Aus dem Englischen von Chris Wilpert. Ventil-Verlag, Mainz 2012, ISBN 978-3-931555-29-0
  - Originalausgabe: Retromania: Pop Culture's Addiction to its Own Past, 2011

- Rip It Up And Start Again - Schmeiß alles hin und fang neu an (Postpunk 1978 - 1984). Aus dem Englischen von Conny Lösch. Hannibal Verlag, Höfen 2007, ISBN 978-3-85445-270-6
  - Originalausgabe: Rip It Up And Start Again - Post Punk 1978-1984, 2005

- Generation Ecstasy: Into the World of Techno and Rave Culture in America, 1998
- The Sex Revolts: Gender, Rebellion & Rock'n'Roll, 1995
- Blissed Out: The Raptures of Rock, 1990